# Elatostema cuneiforme
Elatostema cuneiforme es una especie de planta del género Elatostema, perteneciente a la familia Urticaceae.

## Taxonomía
Elatostema cuneiforme fue descrita por Wen Tsai Wang en 1979.

## Distribución
Se encuentra en el territorio del Tíbet.